# 62. Internationale Sechstagefahrt
Die 62. Internationale Sechstagefahrt war die Mannschaftsweltmeisterschaft im Endurosport, dem Motorrad-Geländesport, und fand vom 21. bis 26. September 1987 im polnischen Jelenia Góra sowie im Riesengebirge statt. Die Nationalmannschaften der DDR konnten zum siebten Mal die World Trophy und zum zweiten Mal die Junior World Trophy gewinnen. Dies sind bis dato die letzten Siege einer deutschen Nationalmannschaft bei diesem Wettbewerb. Auch bei der Clubmeisterschaft gelang letztmals ein deutscher Sieg.

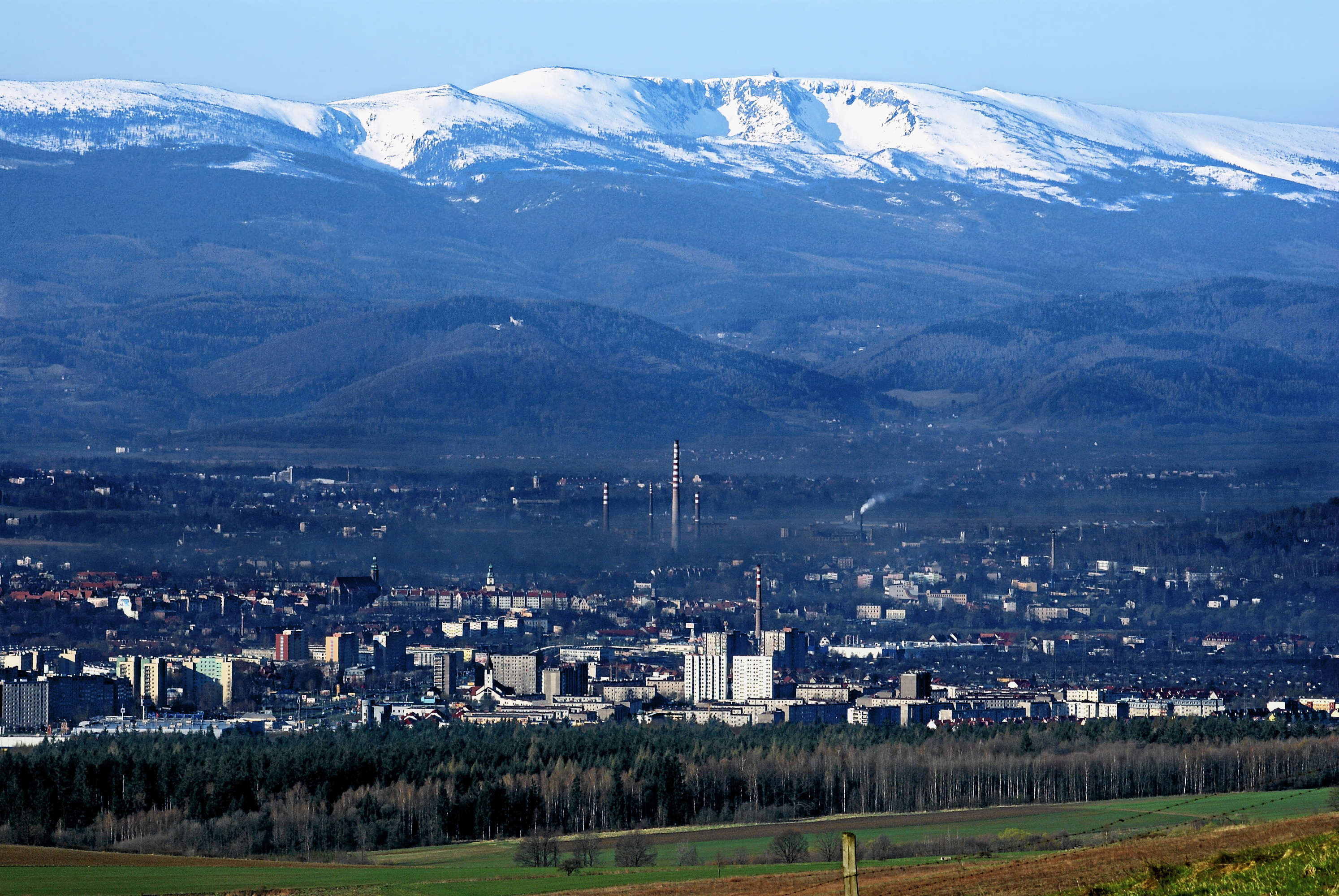
Jelenia Góra, Start- und Zielort der einzelnen Etappen

## Wettkampf

### Organisation
Nach der 42. Internationalen Sechstagefahrt (1967) fand die Veranstaltung zum zweiten Mal in Polen statt.
Um die World und Junior World Trophy fuhren Mannschaften aus 19 bzw. 14 Nationen. Zudem waren 25 Fabrik- und 61 Club-Mannschaften am Start.
Die DDR, BRD und Österreich nahmen jeweils an der World und Junior World Trophy teil. Die Schweiz nahm an der World Trophy teil. Zudem waren 11 bundesdeutsche, 3 österreichische und eine DDR-Clubmannschaft am Start.
Insgesamt waren 1.475 km Strecke zu fahren. Zusätzlich zu den Sonderprüfungen war innerhalb jeder Etappe der ersten fünf Fahrtage jeweils zweimal ein Motocrossstreckenteil über 3,5 km mit Zeitnahme zu absolvieren. Die Eröffnungszeremonie fand vor über 20.000 Zuschauern im Stadion Karkonosze von Jelenia Góra statt.

### 1. Tag
Insgesamt 403 Fahrer aus 24 Nationen nahmen den Wettkampf auf. Gestartet wurde im Stadion von Cieplice Śląskie-Zdrój. In der Tagesetappe waren 293 km in zwei identischen Runden zu fahren. Das Wetter war für die Jahreszeit mild und niederschlagsfrei.
Die zwei Sonderprüfungen: Eine Beschleunigungspüfung über 200 m kurz nach dem Start sowie in der zweiten Runde ein Geländeprüfung in den Bergen.
In der World Trophy führte die Mannschaft der DDR, vor der Mannschaft Frankreichs und der Mannschaft der ČSSR.
Bei der Junior World Trophy führte die Mannschaft der DDR vor der italienischen Mannschaft und der Mannschaft Finnlands.
28 Fahrer schieden aus dem Wettbewerb aus.

### 2. Tag
Das Wetter war weiterhin mild und niederschlagsfrei.
Im Verlauf der zweiten Tagesetappe waren wieder eine Beschleunigungsprüfung sowie ein Bergtest über 4,6 km Länge bei Świeradów-Zdrój als Sonderprüfungen zu absolvieren.
In der World Trophy führte die Mannschaft der DDR, vor der Mannschaft Italiens und der Mannschaft Polens.
Bei der Junior World Trophy führte die italienische Mannschaft vor der Mannschaft der DDR und der Mannschaft Finnlands.
16 Fahrer schieden aus dem Wettbewerb aus.

### 3. Tag
Das Wetter des dritten Tages war schwülwarm bei leicht bedecktem Himmel.
An Sonderprüfungen sind wieder eine Beschleunigungsprüfung über 200 m sowie eine Geländeprüfung auf sehr welligem Untergrund zu absolvieren.
In der World Trophy führte die Mannschaft der DDR, vor der Mannschaft Italiens und der Mannschaft Schwedens.
Bei der Junior World Trophy führte weiter die italienische Mannschaft vor der Mannschaft der DDR und der Mannschaft Finnlands.
Acht Fahrer schieden aus dem Wettbewerb aus, davon ist einer nicht mehr gestartet.

### 4. Tag
Bereits am Abend des Vortages hatte es Gewitterschauer gegeben und am vierten Tag regnete es mitunter stark weiter, was den Streckenuntergrund stellenweise stark aufweichte. Aufgrund dessen wurde die Geländeprüfung eingekürzt und stellenweise verlegt.
In der World Trophy führte wie am Vortag die Mannschaft der DDR, vor der Mannschaft Italiens und der Mannschaft Schwedens.
Bei der Junior World Trophy führte die Mannschaft der DDR vor der italienischen Mannschaft und der Mannschaft Frankreichs.
57 Fahrer schieden aus dem Wettbewerb aus, davon sind drei nicht mehr gestartet.

### 5. Tag
Die Länge der Tagesetappe betrug 253 km. Das Wetter war kühl und niederschlagsfrei.
Wieder waren die zwei Sonderprüfungen Beschleunigungs- und Geländeprüfung zu fahren.
In der World Trophy führte nach wie vor die Mannschaft der DDR, vor der Mannschaft Italiens und der Mannschaft Schwedens.
Bei der Junior World Trophy führte die Mannschaft der DDR vor der italienischen Mannschaft und der Mannschaft der USA.
16 Fahrer schieden aus dem Wettbewerb aus, davon ist einer nicht mehr gestartet.

### 6. Tag
Die Tagesetappe führte über lediglich 69 km. Der Tag begann sonnig, später bewölkte sich der Himmel es blieb jedoch niederschlagsfrei.
Das Abschlussrennen war ein Motocrosskurs auf einer Bergwiese bei Jeżów Sudecki. Dabei waren rund 40.000 Zuschauer anwesend.
Die Gruppen wurden entsprechend den Klassen zusammengestellt.
Drei Fahrer schieden aus dem Wettbewerb aus. Von 403 am ersten Tag gestarteten Fahrern erreichten 275 das Ziel.

## Endergebnisse

### World Trophy
| Platz | Team                            | Punkte     |
| ----- | ------------------------------- | ---------- |
| 1.    | Deutsche Demokratische Republik | 1.363,01   |
| 2.    | Schweden                        | 1.996,29   |
| 3.    | Italien                         | 2.477,12   |
| 4.    | Vereinigtes Königreich          | 5.923,48   |
| 5.    | Polen                           | 7.210,80   |
| 6.    | Niederlande                     | 11.197,11  |
| 7.    | Vereinigte Staaten              | 54.290,76  |
| 8.    | Australien                      | 65.341,89  |
| 9.    | Tschechoslowakei                | 77.928,51  |
| 10.   | Schweiz                         | 92.309,46  |
| 11.   | Spanien                         | 94.179,96  |
| 12.   | Frankreich                      | 106.416,27 |
| 13.   | BR Deutschland                  | 124.408,56 |
| 14.   | Österreich                      | 130.686,64 |
| 15.   | Irland                          | 220.698,11 |
| 16.   | Belgien                         | 237.235,40 |
| 17.   | San Marino                      | 259.061,31 |
| 18.   | Finnland                        | 271.382,31 |
| 19.   | Portugal                        | 381.520,51 |

### Junior World Trophy
| Platz | Team                            | Punkte     |
| ----- | ------------------------------- | ---------- |
| 1.    | Deutsche Demokratische Republik | 1.517,29   |
| 2.    | Italien                         | 1.990,37   |
| 3.    | Vereinigte Staaten              | 3.366,12   |
| 4.    | Frankreich                      | 5.689,27   |
| 5.    | Tschechoslowakei                | 8.326,65   |
| 6.    | Spanien                         | 17.667,52  |
| 7.    | Finnland                        | 33.406,11  |
| 8.    | Niederlande                     | 36.382,94  |
| 9.    | Vereinigtes Königreich          | 57.291,21  |
| 10.   | Österreich                      | 60.117,33  |
| 11.   | Schweden                        | 93.639,23  |
| 12.   | Polen                           | 95.239,67  |
| 13.   | BR Deutschland                  | 122.570,81 |
| 14.   | Mexiko                          | 187.992,44 |

### Club-Mannschaften
| Platz | Team             | Punkte   |
| ----- | ---------------- | -------- |
| 1.    | ADMV             | 2.487,02 |
| 2.    | ASVS Dukla Praha | 4.508,46 |
| 3.    | SVAZARM Košice   | 4.684,17 |
| 4.    | ADAC Bielefeld   | 4.873,26 |
| 5.    | SVAZARM Praha    | 4.923,29 |
| 6.    | MC Provence      | 5.751,50 |
| 7.    | Collina Motori   | 5.817,81 |
| 8.    | SVAZARM Praha I  | 6.018,90 |
| 9.    | FMCK Skövde      | 6.421,31 |
| 10.   | Italien Italia C | 6.537,82 |

### Fabrik-Mannschaften
| Platz | Team           | Punkte     |
| ----- | -------------- | ---------- |
| 1.    | Husqvarna I    | 619,97     |
| 2.    | Simson I       | 701,67     |
| 3.    | MZ I           | 702,49     |
| 4.    | Husqvarna      | 893,71     |
| 5.    | KTM I          | 900,12     |
| 6.    | MZ II          | 1.076,36   |
| 7.    | Husqvarna II   | 1413,50    |
| 8.    | Simson II      | 1856,09    |
| 9.    | Jawa II        | 2.407,58   |
| 10.   | KTM II         | 2.978,14   |
| 11.   | KTM II         | 3.605,05   |
| 12.   | Husqvarna I    | 4802,16    |
| 13.   | Jawa III       | 5.809,34   |
| 14.   | Kram-It        | 7.487,92   |
| 15.   | Husqvarna III  | 11.891,27  |
| 16.   | Yamaha         | 15.209,21  |
| 17.   | KTM I          | 18.603,06  |
| 18.   | TM             | 32.611,39  |
| 19.   | Husqvarna IV   | 35.582,62  |
| 20.   | Husqvarna II   | 40.650,11  |
| 21.   | Islinger Honda | 58.167,11  |
| 22.   | Jawa I         | 75.520,93  |
| 23.   | KTM            | 80.256,08  |
| 24.   | KTM II         | 113.260,91 |
| 25.   | KTM            | 270.000,00 |

### Einzelwertung
| Klasse                  | Starter | Ausfall/Disqualifikation | Ausfall/Disqualifikation | Ausfall/Disqualifikation | Ausfall/Disqualifikation | Ausfall/Disqualifikation | Ausfall/Disqualifikation | Ausfall/Disqualifikation | Klassensieger (Motorrad)     | Punkte   |
| Klasse                  | Starter | 1. Tag                   | 2. Tag                   | 3. Tag                   | 4. Tag                   | 5. Tag                   | 6. Tag                   | Gesamt                   | Klassensieger (Motorrad)     | Punkte   |
| ----------------------- | ------- | ------------------------ | ------------------------ | ------------------------ | ------------------------ | ------------------------ | ------------------------ | ------------------------ | ---------------------------- | -------- |
| bis 80 cm³ (Zweitakt)   | 17      | 3                        | 0                        | 0                        | 2                        | 2                        | 0                        | 7                        | Thomas Bieberbach (Simson)   | 7.249,39 |
| bis 125 cm³ (Zweitakt)  | 82      | 6                        | 8                        | 2                        | 11                       | 0                        | 0                        | 27                       | Davide Trolli (TM)           | 7.010,11 |
| bis 250 cm³ (Zweitakt)  | 162     | 8                        | 2                        | 2                        | 24                       | 6                        | 2                        | 44                       | Dick Wicksell (Husqvarna)    | 6.671,96 |
| bis 350 cm³ (Viertakt)  | 17      | 0                        | 0                        | 0                        | 4                        | 1                        | 0                        | 5                        | Thierry Charbonnier (Yamaha) | 7.223,61 |
| bis 500 cm³ (Zweitakt)  | 82      | 4                        | 4                        | 3                        | 9                        | 6                        | 0                        | 26                       | Svenerik Jönsson (Husqvarna) | 6.771,34 |
| über 500 cm³ (Viertakt) | 43      | 7                        | 2                        | 1                        | 7                        | 1                        | 1                        | 19                       | Laurent Pidoux (Husqvarna)   | 6.887,14 |
| Gesamt                  | 403     | 28                       | 16                       | 8                        | 57                       | 16                       | 3                        | 128                      |                              |          |

## Teilnehmer
| Staat                           | World-Trophy-Team | Junior-World-Trophy-Team | Club-Teams |
| ------------------------------- | --- | --- | --- |
| Australien                      | Geoffrey Griffith (Honda 125) Geoffrey Ballard (Kawasaki 250) Phillip Gielis (Yamaha 250) Phillip Nielsen (Yamaha 250) Andrew Carruther (KTM 500) Richard Nielsen (Yamaha 350 4T)                | | ACCA |
| Belgien                         | Michel Vandommele (TM 80) Joel Renard (Kram-It 125) Serge Butil (Kram-It 250) Eric Lejeune (KTM 250) Alain Dubucq (Maico 250) Patrice Thioux (KTM 500)                                           | | |
| BR Deutschland                  | Jürgen Mayer (KTM 250) Reemy Janssen (KTM 250) Bert von Zitzewitz (KTM 500) Bernd Theuring (KTM 500) Richard Spitznagel (KTM +500 4T) Joachim Sauer (KTM 350 4T)                                 | Dirk von Zitzewitz (Honda 250) Stefan Bernard (KTM 125) Holger Herbertz (KTM 250) Andreas Holz (Honda 250)                      | ADAC Bielefeld ADAC Dortmund ADAC Frankfurt ADAC Freiburg ADAC Kiel ADAC Körn ADAC München ADAC Nürnberg I ADAC Nürnberg II ADAC Stuttgart DMV Frankfurt |
| Deutsche Demokratische Republik | Jens Thalmann (Simson 80) Reinhard Klädtke (Simson 125) Uwe Weber (MZ 250) Harald Sturm (MZ 250) Jens Scheffler (MZ 500) Jens Grüner (MZ 500)                                                    | Mike Heydenreich (MZ 250) Udo Grellmann (MZ 500) Thomas Bieberbach (Simson 80) Danielo Pörschke (Simson 125)                    | ADMV |
| Finnland                        | Jarmo Honkanen (Yamaha 125) Juha Nuuttila (Husqvarna 125) Juha Laaksonen (Yamaha 250) Jukka Jokinen (KTM 250) Petri Myllys (KTM 350 4T) Jukka Helminen (Husqvarna +500 4T)                       | Pekka Viljakainen (Husqvarna 250) Jarko Vainio (KTM 125) Juha Pekka Leino (Yamaha 125) Jukka Jaaskelainen (Husqvarna 250)       | Turun MK Vantaan MK |
| Frankreich                      | Daniel Chabanette (KTM 125) Gilles Lalay (Honda 250) Pascal Poyard (Kram-It 250) Thierry Charbonnier (Yamaha 350 4T) Marc Morales (KTM +500 4T) Jean-Paul Charles (Husqvarna +500 4T)            | Christian Boyer (KTM 125) Alain Olivier (Husqvarna 250) Stéphane Peterhansel (Husqvarna 500) Laurent Pidoux (Husqvarna +500 4T) | Club France MC Lozerien MC Provence US Fontenay |
| Irland                          | David Marcus (Kawasaki 125) Adrian Lappin (Honda 250) Charles Smiley (Kawasaki 250) Geoffrey Purce (Kawasaki 250) Nicholas Craigie (Husqvarna 500) Ian Cathcart (Honda 350 4T)                   | | |
| Italien                         | Stefano Passeri (KTM 125) Giorgio Grasso (KTM 250) Gualtiero Brissoni (Husqvarna 250) Tullio Pellegrinelli (Kram-It 500) Angelo Signorelli (KTM 500) Gianangelo Croci (KTM +500 4T)              | Alberto Sala (Husqvarna 125) Sergio Calvi (Husqvarna 125) Davide Trolli (TM 125) Paolo Fellegara (KTM 250)                      | Collina Motori GS Scorci Verdi Il Grifone Inti. Natale Noseda Italia A Italia B Italia C MC Morena Scuderia Bergamo                                      |
| Kanada                          | | | Ontario |
| Mexiko                          | | Fernando Galvan (Honda 250) Jesus de Alba (Husqvarna 250) Gilberto Trejo (Kawasaki 250) Gerardo Peniche (Husqvarna 500)         | |
| Niederlande                     | Gerard Jimmink (Husqvarna 125) Robert van Pelt (Husqvarna 250) Walter Arendsen (Husqvarna 500) Geert Jan Hazebroek (KTM 500) Harry Walhof (KTM 500) Simon Schram (Husqvarna +500 4T)             | Bart Fleer (Husqvarna 250) Rolf Selling (Husqvarna 250) Carol Mulder (Husqvarna 250) Jan de Vos (Husqvarna 500)                 | |
| Österreich                      | Hubert Trattner (KTM 125) Wolfgang Zeitler (KTM 125) Fritz Pelz (KTM 250) Hans Danzinger (KTM 500) Peter Neurauter (KTM 500) Reinhard Lehnert (KTM +500 4T)                                      | Karl Bair (KTM 250) Peter Bous (KTM 250) Arno Edlinger (KTM 250) Johann Kaiser (KTM 500)                                        | ARBOE ÖAMTC 1 ÖAMTC 2 |
| Peru                            | | | Club Peru |
| Polen                           | Piotr Kasparek (Simson 80) Ryzard Augustyn (Simson 80) Ryzard Gazcewski (Simson 125) Krzysztof Serwin (Jawa 250) Zbigniew Przybyla (Jawa 250) Zbigniew Groth (Jawa 500)                          | Pawel Pietrzak (Jawa 250) Jaroslaw Pomirski (Jawa 250) Jazek Czchor (Jawa 250) Jacek Lonka (Jawa 500)                           | PZM 1 PZM 2 |
| Portugal                        | Paulo Marques (Aprilia 125) Pedro Belchior (KTM 125) João Lopes (Honda 250) Alexandre Pires (Aprilia 250) António Lopes (Honda 350 4T) Rui Novo (Husqvarna 500)                                  | | |
| San Marino                      | Massimo Mazza (Acossato 80) Fabio Stolfi (TM 125) Stefano Bernardi (Kram-It 250) Mariono Capicchioni (KTM 250) Claudio Gualtieri (Yamaha 250) Pierangelo Buscerini (Honda +500 4T)               | | |
| Schweden                        | Mikael Nilsson (Husqvarna 125) Dick Wicksell (Husqvarna 250) Kent Karlsson (Husqvarna 250) Svenerik Jönsson (Husqvarna 500) Hakan Lundberg (Husqvarna 500) Thomas Gustavsson (Husqvarna +500 4T) | Joakim Hedendahl (KTM 125) Jimmie Eriksson (KTM 250) Bill Anderson (Husqvarna +500 4T) Peter Hansson (KTM+500 4T)               | FMCK Skövde Jarva MK MC Alingsas SMI MK Sweden Vesteras MK                                                                                               |
| Schweiz                         | Christoph Attinger (KTM 125) Celso Gorraro (KTM 250) Didier Luenberger (Kram-It 250) Jean Daniel Girardier (Husqvarna 250) Walter Kalberer (KTM 500) Urs Huber (KTM +500 4T)                     | | |
| Spanien                         | Francisco Rubio (Rieju 80) Augusti Vall (KTM 250) Jordi Arcarons (KTM 250) Carlos Mas (Yamaha 250) Fernando Gil (Husqvarna 500) Valentin Fargas (Husqvarna +500 4T)                              | Oscar Gallardo (Cagiva 125) Jordi Munez (KTM 250) Joan Pons (Yamaha 250) Francisco Oliva (Honda 250)                            | RFME 1 |
| Tschechoslowakei                | Jiři Císař (Jawa 125) Jan Hrehor (Jawa 250) Libor Podmol (Jawa 250) Emil Čunderlík (Jawa 500) Bohumil Posledni (Jawa 500) Jozef Chovančík (Jawa +500 4T)                                         | Rudolf Kavsky (Jawa 250) Jaroslav Imrisek (Jawa 250) Jan Jilek (Jawa 500) Jaroslav Katrinak (Jawa +500 4T)                      | ASVS Dukla Praha SVAZARM Brno SVAZARM Košice SVAZARM Praha SVAZARM Praha I SVAZARM Praha II                                                              |
| Vereinigte Staaten              | Mark Hyde (Husqvarna 125) Jeff Fredette (Kawasaki 250) Larry Roeseler (Kawasaki 250) Kevin Hines (KTM 500) Dave Bertram (Husqvarna 500) Drew Smith (Honda 350 4T)                                | Randy Hawkins (Husqvarna 125) Aaron Hough (Husqvarna 125) Kurt Hough (Honda 250) Fred Hoess (Husqvarna 250)                     | Checkpoint JB Racing Lubbock Trail Riders Merced Dirt Riders MT Baker                                                                                    |
| Vereinigtes Königreich          | Paul Edmondson (Yamaha 125) Aled Williams (Husqvarna 250) Alan Bates (Suzuki 250) Geraint Jonas (Husqvarna 500) Les Howes (Husqvarna +500 4T) John Deacon (Husqvarna +500 4T)                    | Ady Smith (Maico 250) Carl Tiley (Kawasaki 250) Alan Thomas (Husqvarna 250) Wyn Hughes (Husqvarna 500)                          | Army MCA Caerleon & DMSC Ferndale & DMCC A Ferndale & DMCC B MCC of Wales A MCC of Wales B Scottish ACU WTRA                                             |